# Sigfrid Norborg
Lars David Sigfrid Norborg, född den 27 maj 1893 i Göteborg, död den 5 januari 1970 i Östra Karup, var en svensk präst. Han var son till Lars Norborg.
Norborg avlade studentexamen i Lund 1914, teologisk-filosofisk examen vid Göteborgs högskola 1916, teologie kandidatexamen vid Lunds universitet 1920 och praktiskt teologiskt prov där samma år. Han prästvigdes för Göteborgs stift 1920. Norborg blev vice pastor i Sätila församling samma år, komminister i Askums församling 1921, kyrkoherde i Vittskövle församling av Lunds stift 1924, i Östra Karups församling 1932 och kontraktsprost i Laholms kontrakt 1949. Norborg blev emeritus 1958. Han blev ledamot av Vasaorden 1953.